# Thomas Aigner (Musikwissenschaftler)
Thomas Aigner (* 1958 in Wien) ist ein österreichischer Musikwissenschafter und Bibliothekar.

## Leben
Aigner studierte Musikwissenschaft an der Universität Wien und wurde 1983 promoviert. Er lehrte am Konservatorium der Stadt Wien im Bereich der Opern- und Lied-Historiographie und ist Experte für Johann Strauss und die Strauss-Familie. Für das Wiener Institut für Strauss-Forschung engagiert er sich bereits seit dessen Gründung.
Seit 1989 wirkt er an den Johann-Strauss-Werkverzeichnissen mit. Aigner gab etwa die Liebesbriefe Strauss’ an Olga Smirnitskaja heraus, einer der ersten Komponistinnen Russlands.
Von 2000 bis 2023 leitete er die Musiksammlung der Wienbibliothek im Rathaus.

## Veröffentlichungen
- Die Konzerte von Aram Chačaturjan (Dissertation)
- Johann Strauss in Russland, 108 S., 1995.
- Olga Smirnitskaja, die Adressatin von 100 Liebesbriefen, über Johann Strauss, 1998.
- Josef Schrammel im Serail, Erstedition des Tagebuchs von Josef Schrammel,1869–1871, 160 S., hrsg. von Stefan Winterstein, 2007.
- Sakuntala, Oktober 1820, Libretto von Johann Philipp Neumann, hrsg. von Thomas Aigner, 2008.
- Biographisches Netzwerk, über Hugo Wolf, 2010.

### Musikeditionen
- Zweite Romanze für Violoncello solo und Orchester, opus 255, von Johann Strauss, 1997.
- Persischer Marsch, opus 289, von Johann Strauss, 1998.
- Flüchtige Lust, von Joseph Lanner, 2001.
- Allegro fantastique für Orchester, von Josef Strauss, 2016.
- Peine du cœur (Liebesgram), für Orchester, von Josef Strauss, 2016.